# Compacité séquentielle
Pour les articles homonymes, voir Compacité et Compact.
En mathématiques, un espace séquentiellement compact est un espace topologique dans lequel toute suite possède au moins une sous-suite convergente. La notion de compacité séquentielle entretient des rapports étroits avec celles de quasi-compacité et compacité et celle de compacité dénombrable. Pour un espace métrique (notamment pour un espace vectoriel normé), ces quatre notions sont équivalentes.
Intuitivement, un ensemble compact est « petit » et « fermé », au sens où l'on ne peut « s'en échapper ». Si l'on forme une suite de points de cet ensemble, ses éléments ne peuvent pas beaucoup s'éloigner les uns des autres et se concentrent sur certaines valeurs. Cet article propose une approche de la compacité dans le cadre restreint des espaces métriques, où elle est équivalente à la compacité séquentielle.

## Comparaison avec la compacité
Un espace est dit compact s'il est séparé et quasi-compact. Or la définition usuelle de la quasi-compacité est équivalente à la suivante, qui correspond mot pour mot à celle de la compacité séquentielle, à une différence près : on remplace les suites par des suites généralisées :
Un espace quasi compact est un espace topologique dans lequel toute suite généralisée possède au moins une sous-suite généralisée convergente.
Quelques contre-exemples suffisent à se convaincre que cet ajout du mot « généralisée » est très important. Les plus connus sont :
- le premier ordinal non dénombrable [0, ω1[ (muni de la topologie de l'ordre) et la longue droite, séquentiellement compacts et séparés mais non compacts ;
- l'espace produit {0, 1}ℝ et le compactifié de Stone-Čech βℕ de ℕ, compacts mais non séquentiellement compacts (donc non séquentiels). (En outre, ces deux compacts sont séparables et pourtant « très gros » : ils ont même cardinal 2ℭ que l'ensemble des parties de ℝ[2].)

Il existe cependant des liens entre ces deux notions via celle, multiforme, de compacité dénombrable (parfois sous certaines hypothèses, toujours vérifiées lorsque l'espace est métrisable) : voir l'article détaillé.
Par ailleurs, tout compact « assez petit » est séquentiellement compact. Sous l'hypothèse du continu, ce « assez petit » se traduit par : « ayant au plus autant d'éléments que ℝ ». Plus précisément (et sans l'hypothèse du continu) :Tout quasi-compact de cardinal inférieur ou égal à ℵ1 est séquentiellement compact,.

## Propriétés
- Tout espace fini ou, plus généralement, tout sous-espace réunion finie de parties séquentiellement compactes d'un même espace, est clairement séquentiellement compact.
- Tout espace à bases dénombrables de voisinages qui est ω-borné (en) (c'est-à-dire dans lequel l'adhérence de toute partie dénombrable est quasi-compacte) est séquentiellement compact[5].
- Dans un espace séparé, de même que toute partie compacte est fermée, toute partie K séquentiellement compacte est séquentiellement fermée, c'est-à-dire stable par limites de suites (toute suite de points de K qui converge a sa limite dans K), mais pas nécessairement fermée : par exemple [0, ω1[ n'est pas fermé dans [0, ω1].
- Toute partie séquentiellement fermée (et a fortiori toute partie fermée) d'un espace séquentiellement compact est séquentiellement compacte, de même que tout fermé d'un (quasi-)compact est (quasi-)compact.
- De même que l'intersection de toute suite décroissante de compacts non vides, l'intersection de toute suite décroissante de parties séquentiellement compactes Fn non vides est non vide. En effet, choisissons pour tout n un élément un de Fn. La suite (un) admet une sous-suite convergente dans F0. Pour tout n, la sous-suite est à valeurs dans Fn à partir d'un certain rang et comme cet ensemble est séquentiellement fermé, il contient la limite.
- De même que la quasi-compacité, la compacité séquentielle est préservée par images continues.

- La compacité séquentielle est préservée par produits au plus dénombrables (alors que la quasi-compacité l'est par produits quelconques). Pour tout cardinal κ supérieur ou égal à la puissance du continu ℭ (le cardinal de ℝ, ou de l'ensemble des parties de ℕ), le compact {0, 1}κ — produit de κ copies de l'espace discret {0, 1} — n'est pas séquentiellement compact[6].

## Partie relativement séquentiellement compacte
Une partie A d'un espace topologique X est dite relativement séquentiellement compacte si toute suite à valeurs dans A possède au moins une sous-suite qui converge dans X. Cette notion est à rapprocher de celles de compacité relative et de compacité dénombrable relative mais l'adhérence d'une partie relativement séquentiellement compacte ou même d'une partie séquentiellement compacte n'est pas nécessairement séquentiellement compacte.

## Espaces métriques compacts
De très nombreux problèmes de topologie et d'analyse fonctionnelle se posent dans le cadre des espaces vectoriels normés de dimension quelconque, ou plus généralement des espaces métriques. L'outil principal est alors la notion de suite convergente. Dans le cas où l'on dispose d'une distance sur l'espace, on peut tirer de la compacité de nombreuses informations et l'on peut la caractériser à l'aide du théorème fondamental suivant.

### Théorème de Bolzano-Weierstrass
Théorème de Bolzano-Weierstrass — Un espace métrique est compact si et seulement s’il est séquentiellement compact.

### Fermés bornés
Dans un espace métrique :
- les parties fermées sont les parties séquentiellement fermées ;
- une partie est dite bornée si elle est incluse dans une boule ;
- les boules fermées constituent des exemples simples de fermés bornés, mais d'autres ne sont pas « en un seul morceau » (voir connexité pour la formalisation de cette notion). Ainsi la réunion de deux boules fermées est encore un fermé borné, ou également l'ensemble de Cantor ;
- Toute partie séquentiellement compacte est fermée (d'après une des propriétés vues plus haut) et bornée[9] mais la réciproque est fausse, même dans un espace vectoriel normé.

Cette réciproque est cependant vraie lorsque l'espace métrique est la droite réelle, le plan usuel, ou plus généralement un espace vectoriel réel de dimension finie muni d'une norme :
Théorème de Borel-Lebesgue — Dans ℝn, les compacts sont les fermés bornés.
L'article « Théorème de Borel-Lebesgue » en donne une démonstration à partir de la notion de compacité mais on peut aussi en donner une à partir de celle, équivalente ici, de compacité séquentielle :
Un espace métrique est dit propre si toutes ses boules fermées sont compactes ou, ce qui revient au même, si ses compacts sont ses fermés bornés. Le théorème précédent est optimal au sens suivant :
Théorème de compacité de Riesz — Un espace vectoriel normé réel est propre (si et) seulement s'il est de dimension finie.
La partie « si » se ramène, par équivalence des normes, à la caractérisation des compacts de ℝn, fournie par le  théorème de Borel-Lebesgue.
La partie « seulement si » est le théorème de compacité de Riesz proprement dit et se démontre en utilisant à nouveau, entre autres, le théorème de Bolzano-Weierstrass.

### Limitations de taille
Un espace métrique X est dit précompact si toute suite dans X possède une sous-suite de Cauchy. Il est donc immédiat que X est séquentiellement compact si et seulement s’il est précompact et complet.
Par conséquent, tout espace métrisable (séquentiellement) compact est homéomorphe à un fermé du cube de Hilbert [0, 1]ℕ (puisque tout métrique précompact est séparable et tout espace métrisable séparable est homéomorphe à un sous-espace de [0, 1]ℕ). En particulier, il a au plus la puissance du continu,.